# Liparus coronatus
Espèce
Liparus coronatus, le Charançon de la carotte ou Charançon couronné, est une espèce d'insectes coléoptères de la famille des Curculionidae, de la sous-famille des Molytinae.

## Description
Liparus coronatus peut atteindre une longueur de corps d'environ 11 à 13 mm. Ces petits charançons plutôt rares sont presque entièrement noirs et brillants. Le pronotum est finement et densément ponctué. Le bord basal est bordé d'écailles jaunes partout, avec deux grandes taches écailleuses jaunes de chaque côté. Les fémurs sont forts et pointus.

## Biologie
Les adultes peuvent être trouvés de mars à septembre. Ces charançons vivent sur les Apiacées, principalement sur le cerfeuil (Anthriscus sylvestris), le cerfeuil strié (Chaerophyllum temulum), la carotte sauvage, la carotte cultivée (Daucus carota) et les espèces de Pastinaca. Les larves se développent à l'intérieur des tiges.  